# Elizabeth Debicki
Elizabeth Debicki (París, Francia, 24 de agosto de 1990) es una actriz y modelo polacoaustraliana nacida en Francia, conocida por sus papeles como Jordan Baker en El gran Gatsby, Lady Macduff en Macbeth, Ayesha en Guardianes de la Galaxia vol. 2 y Guardianes de la Galaxia vol. 3, Alice en Viudas, Kat en Tenet y la princesa Diana de Gales en The Crown.

## Biografía
Debicki nació en París. Es hija de padre polaco y madre australiana de origen irlandés, por lo tanto, Debicki es de ascendencia polaca, australiana e irlandesa. Sus amigos la llaman Liz y tiene dos hermanos. En 1995, cuando Debicki tenía cinco años, sus padres y sus dos hermanos menores se mudaron de París a Melbourne, ciudad donde creció.
En 2008 fue galardonada con la beca Richard Pratt por ser una actriz destacada en su segundo año de entrenamiento. En 2010 se graduó del Victorian College of the Arts.
Se planteó estudiar Derecho, pero su amor por la interpretación la hizo cambiar de opinión. Extremadamente celosa de su vida personal, no usa redes sociales y tampoco se le conocen grandes romances. En 2016, después de que se emitiera la serie de televisión The Night Manager, muchos pensaron que la actriz y el coprotagonista, Tom Hiddleston, estaban saliendo. «Es tan malditamente guapo y un caballero tan cortés que era casi imposible no enamorarse completamente de él», contaba ella en una entrevista en The Telegraph. Sin embargo, ninguna de las estrellas confirmó estos rumores.

## Carrera

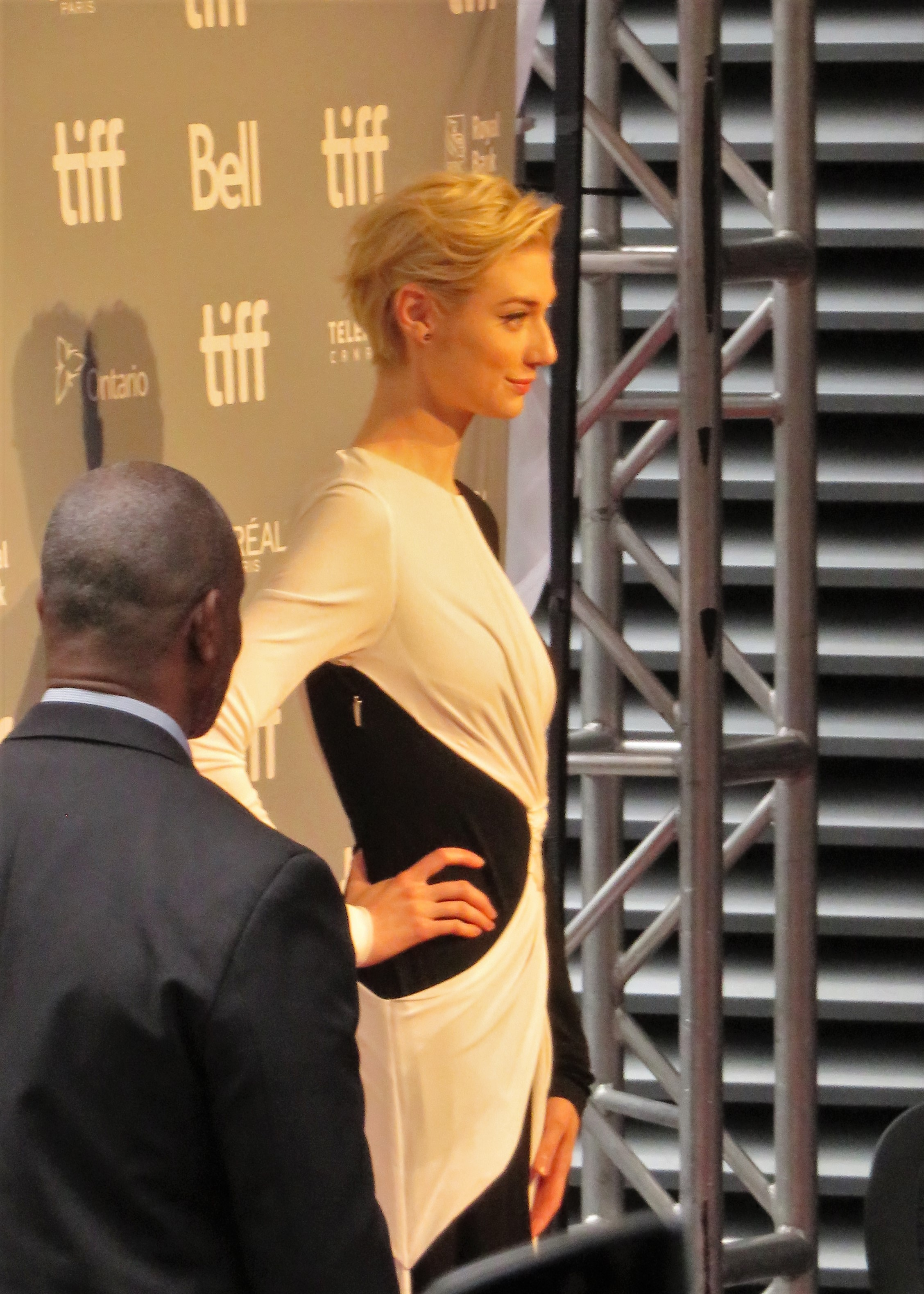
Elizabeth Debicki en la conferencia de prensa de Viudas, Festival de Cine de Toronto de 2018

En diciembre de 2012 apareció en una sesión de fotos de la revista Vogue Australia. En 2013 se unió al elenco de la película El Gran Gatsby donde interpretó a Jordan Baker, una golfista profesional y el interés romántico de Nick Carraway (Tobey Maguire). En 2014 apareció como invitada en el tercer episodio de la tercera temporada de la serie australiana Rake, donde interpretó a Missy.
En 2015 apareció en la película Macbeth donde dio vida a Lady Macduff, la esposa de Macduff (Sean Harris). Ese mismo año tuvo un papel en la película The Man from U.N.C.L.E., dando vida a Victoria Vinciguerra. A finales de julio del mismo año se anunció que Debicki se había unido al elenco principal de la serie de misterio The Kettering Incident, en el papel de la doctora Anna Macy. En 2016 se unió al elenco principal de la serie The Night Manager, donde interpreta a Jed Marshall, la inocente novia del traficante de armas Richard Onslow Roper (Hugh Laurie), que termina enamorándose del agente Jonathan Pine (Tom Hiddleston). En la serie también comparte créditos con los actores Tom Hollander y Olivia Colman. En febrero del mismo año se anunció que Elizabeth se había unido al elenco de la película Guardianes de la Galaxia vol. 2.

## Filmografía

### Cine
| Año                | Título                                      | Papel                  | Notas                       |
| ------------------ | ------------------------------------------- | ---------------------- | --------------------------- |
| 2011               | A Few Best Men                              | Maureen                |                             |
| 2013               | Gödel Incomplete                            | Serita                 | Cortometraje                |
| 2013               | El gran Gatsby                              | Jordan Baker           |                             |
| 2015               | Everest                                     | Caroline MacKenzie     |                             |
| 2015               | The Man from U.N.C.L.E.                     | Victoria Vinciguerra   |                             |
| 2015               | Macbeth                                     | Lady Macduff           |                             |
| 2016               | The Tale                                    | Mrs. G                 |                             |
| 2017               | Guardianes de la Galaxia vol. 2             | Ayesha                 |                             |
| 2017               | Valerian and the City of a Thousand Planets | Emperatriz Haban Limaï | Voz                         |
| 2017               | 7 from Etheria                              | Serita                 | Cortometraje (recopilación) |
| 2018               | Vita & Virginia                             | Virginia Woolf         |                             |
| 2018               | Viudas                                      | Alice                  |                             |
| 2018               | The Cloverfield Paradox                     | Jensen                 |                             |
| 2018               | Peter Rabbit                                | Mopsy Rabbit           | Voz                         |
| 2019               | The Burnt Orange Heresy-Una obra maestra    | Berenice Hollis        |                             |
| 2020               | Tenet                                       | Kat                    |                             |
| 2021               | Peter Rabbit 2: The Runaway                 | Mopsy Rabbit           | Voz                         |
| 2023               | Guardianes de la Galaxia vol. 3             | Ayesha                 |                             |
| 2024               | MaXXXine                                    | Elizabeth Bender       |                             |
| (Fuente: IMDb.com) |                                             |                        |                             |

### Televisión
| Año                | Serie                  | Personaje      | Notas                     |
| ------------------ | ---------------------- | -------------- | ------------------------- |
| 2014               | Rake                   | Missy          | Temporada 3, episodio 3   |
| 2016               | The Night Manager      | Jed Marshall   | 6 episodios               |
| 2016               | The Kettering Incident | Dra. Anna Macy | 8 episodios               |
| 2022–2023          | The Crown              | Diana de Gales | Principal. Temporadas 5-6 |
| (Fuente: IMDb.com) |                        |                |                           |

### Teatro
| Año       | Obra         | Personaje    | Director(a)         | Teatro                                      | Notas  |
| --------- | ------------ | ------------ | ------------------- | ------------------------------------------- | ------ |
| 2010      | The Gift     | Chloë        | Joanna Murray-Smith | Melbourne Theatre Company                   | [ 13 ] |
| 2013–2014 | The Maids    | Madame       | Jean Genet          | Sydney Theatre Company New York City Center | [ 14 ] |
| 2016      | The Red Barn | Mona Sanders | David Hare          | Lyttelton Theatre, Londres                  |        |

## Premios y nominaciones
| Año  | Premio                              | Categoría                                                                    | Trabajo                | Resultado |
| ---- | ----------------------------------- | ---------------------------------------------------------------------------- | ---------------------- | --------- |
| 2016 | Premios AACTA                       | Mejor actriz principal en un drama televisivo                                | The Kettering Incident | Ganadora  |
| 2016 | Premios de la Crítica Televisiva    | Mejor actriz de reparto en una película para televisión o miniserie          | The Night Manager      | Nominada  |
| 2014 | Premios AACTA                       | Mejor actriz de soporte                                                      | El Gran Gatsby         | Ganadora  |
| 2014 | FCCA Award                          | Mejor actriz - Papel secundario                                              | El Gran Gatsby         | Nominada  |
| 2014 | Premios Empire                      | Mejor actriz revelación                                                      | El Gran Gatsby         | Nominada  |
| 2023 | Premios Globo de Oro                | Mejor actriz de reparto en una serie de televisión: comedia, musical o drama | The Crown              | Nominada  |
| 2023 | Premios AACTA                       | Mejor actriz de serie                                                        | The Crown              | Nominada  |
| 2023 | Premios del Sindicato de Actores    | Mejor actuación de una actriz en una serie dramática                         | The Crown              | Nominada  |
| 2023 | Premios del Sindicato de Actores    | Mejor actuación de un reparto en una serie dramática                         | The Crown              | Nominada  |
| 2023 | Penske Media Corporation            | Mejor actriz de reparto en serie dramática                                   | The Crown              | Nominada  |
| 2023 | Asociación de Críticos de Hollywood | Mejor actriz de reparto en una serie en streaming, drama                     | The Crown              | Ganadora  |
| 2023 | Premios Primetime Emmy              | Mejor actriz de reparto en una serie dramática                               | The Crown              | Nominada  |
| 2024 | Premios AACTA                       | Mejor actriz de soporte                                                      | The Crown              | Ganadora  |
| 2024 | Premios Globo de Oro                | Mejor actriz de reparto - Serie de TV                                        | The Crown              | Ganadora  |
| 2024 | Premios del Sindicato de Actores    | Mejor actuación de una actriz en una serie dramática                         | The Crown              | Ganadora  |
| 2024 | Premios del Sindicato de Actores    | Mejor actuación de un reparto en una serie dramática                         | The Crown              | Nominada  |
| 2024 | Premios AACTA                       | Mejor actriz de serie                                                        | The Crown              | Nominada  |
| 2024 | Premios Satellite                   | Mejor Actriz de Reparto - Serie, Miniserie o Película para Televisión        | The Crown              | Nominada  |
| 2024 | Premios de la Crítica Televisiva    | Mejor actriz de reparto en una serie dramática                               | The Crown              | Ganadora  |